# Шмеман, Андрей Дмитриевич
Андре́й Дми́триевич Шме́ман (13 сентября 1921, Ревель, Эстония — 7 ноября 2008, Париж, Франция) — деятель русской эмиграции во Франции, иподиакон, председатель Объединения кадет российских кадетских корпусов во Франции. Брат-близнец православного богослова протопресвитера Александра Шмемана.

## Биография
«Ревель в своё время был частью Российской Империи, так что с детства я рос в русской среде, воспитывался в духе русской культуры и Православия. В эмиграции жизнь у всех складывается по-разному, но мои родители никогда не теряли корней, духовной связи с Родиной. Они всегда оставались истинно русскими людьми и верили в возвращение».
С 1929 года семья живёт во Франции. Как его родители, не стал получать французского гражданства, как сам отмечал: «французское гражданство они не стали получать не потому, что не любили Францию, а потому, что не хотели стать нерусскими».
В 1930 году Андрея отдали в открывшийся в Версале кадетский корпус императора Николая II. Преподававшие там офицеры старой русской армии сумели привить своим воспитанникам не только выправку, но и присущую российскому офицерству интеллигентность. В эти годы посещал Александро-Невский собор в Париже, где начал алтарничать под управлением Петра Евграфовича Ковалевского, основавшего при соборе братство иподиаконов.
Закончив корпус в 1939 году, Андрей Шмеман большую часть жизни посвятил упрочению кадетского братства, воспитанию русской молодежи за рубежом в духе традиций русского офицерства.
В 1940 году рукоположён в иподиакона митрополитом Евлогием (Георгиевским).
В 1952 году митрополитом Владимиром (Тихоницким) назначен в парижский приход Знамения Божией Матери на пост старосты, на котором пребывал до 2005 года. Многие годы был также членом епархиального совета и казначеем Западноевропейской архиепископии.
С детского возраста состоял в «Национальной организации витязей», основанной Николаем Фёдоровичем Фёдоровым, был её инструктором, а в 1984—1994 годах — её «главным начальником» (председателем всех округов во всём мире).
Являлся председателем Объединения кадет Корпуса-лицея императора Николая II, председателем Объединения кадет российских кадетских корпусов во Франции и казначеем «Общества Друзей Военной Были», которое организовало Музей-Архив.
В 1995 году впервые побывал в России. Посетил Санкт-Петербург, откуда родом его отец и мать, и Москву, а в последующие приезды побывал и на Дону, в Ростове и Новочеркасске, где общался с кадетами. Оказывал постоянную помощь образуемым в России кадетским корпусам, в частности, Второму Донскому кадетскому корпусу. Выступил с инициативой и непосредственно участвовал в передаче в Санкт-Петербурге от имени Общества кадетов иконы для могилы императорской семьи.

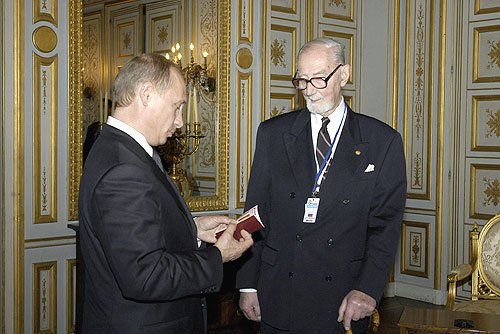
Президент России В. В. Путин вручает А. Д. Шмеману паспорт гражданина России.
Франция, Кан, 6 июня 2004 года.

В апреле 2004 года был одним из членов-учредителей «Движения за поместное православие русской традиции в Западной Европе» (OLTR).
6 июня 2004 года Президент Российской Федерации Владимир Владимирович Путин во время пребывания во Франции вручил ему российский паспорт. До этого он сохранял статус беженца и жил с так называемым нансеновским паспортом — временным удостоверением личности, служившим заменой паспорта для апатридов и беженцев. Андрей Дмитриевич сказал по этому поводу: «Долгие годы я жил с разладом в душе, чувствуя себя абсолютно русским и одновременно оставаясь человеком без подданства, апатридом. И теперь я счастлив, что наконец обрёл Родину».
Скончался 7 ноября 2008 года. 10 ноября в Александро-Невском соборе в Париже состоялось его отпевание, которое совершили архиепископ Команский Гавриил (де Вильдер), епископ Женевский и Западно-Европейский Михаил (Донсков) и епископ Клавдиопольский Михаил (Стороженко). Заупокойная служба была совершена в присутствии Иконы Божией Матери Курской-Коренной.

## Семья
- Дед — Николай Эдуардович Шмеман (1850—1928) — действительный тайный советник, сенатор, член Государственного совета, эмигрант.
- Бабушка — Анна Андреевна Дурдина (1861—1924).
- Отец — Дмитрий Николаевич Шмеман (1893—1958) — офицер лейб-гвардии Семёновского полка, эмигрант.
- Мать — Анна Тихоновна, урождённая Шишкова (1895—1981) — жила в эмиграции, дочь представителя старинного российского дворянского рода помещика Самарской губернии Т. А. Шишкова.
- Жена — Елена Александровна Ладыженская (1914—2006, вторым браком с 1944 года)
  - дети: дочери Наталья и Елена
  - приёмный сын Василий Кочубей (сын жены от первого брака)
- Брат-близнец — Александр Дмитриевич (1921—1983) — протопресвитер Православной церкви в Америке, богослов.
- Сестра — Елена Дмитриевна (1919—1926).

## Награды
- Медаль Пушкина (Россия, 3 марта 2008 года) — за большой вклад в укрепление российско-французского сотрудничества в области культуры и образования.[8]
- Кавалер ордена Почётного легиона (2004 год)